# Discografia di Michael Jackson
Questa voce riporta la discografia di Michael Jackson. Nella lista sono presenti tutti gli album in ordine di pubblicazione. Incluse le posizioni in classifica di Stati Uniti, Canada, Regno Unito, Francia, Germania, Giappone e Australia, con RIAA, BPI, SNEP, BVMI, Music Canada, ARIA, NVPI, AMPROFON, IFPI Svezia, IFPI Svizzera, ZPAV, IFPI Hong Kong, IFPI Austria, Musiikkituottajat, RIANZ, NFPP, con vendite relative e complessive. Non esiste alcuna organizzazione mondiale che assegni premi per le vendite mondiali. Non tutte le certificazioni delle associazioni sono entrate in uso nel 1958 come la RIAA (l'ARIA introdotto i Gold & Platinum Awards nel 1983, ZPAV nel 1995 etc), così alcuni album pubblicati precedentemente, in alcuni paesi non hanno ricevuto certificazioni. Altre associazioni come la RIAJ e la BPI certificano solo gli album pubblicati dopo l'introduzione dei premi.
Le certificazioni statunitensi fanno riferimento alla banca dati della RIAA, le certificazioni britanniche a quella del BPI, le certificazioni francesi a quelle di Charts in France e dello SNEP, a un articolo di Tele Satellite & Numerique e alla banca dati del Michael Jackson Official French Site, le certificazioni tedesche fanno riferimento alla banca dati dell'IFPI Germany, le certificazioni canadesi a quella della CRIA, le certificazioni australiane a quella dell'ARIA e al Julien's Auctions Catalogue, le certificazioni olandesi fanno riferimento alla banca dati dell'NVPI, le certificazioni messicane a quella dell'Eil (un negozio online di collezionisti) e dell'AMPROFON, le certificazioni svedesi fanno riferimento alla banca dati dell'IFPI Sweden e dell'IFPI Sweden Chart, le certificazioni svizzere a quella della IFPI Switzerland e del Julien's Auctions Catalogue, le certificazioni polacche a quella dello ZPAV, le certificazioni di Hong Kong fanno riferimento alla banca dati dell'IFPI Hong Kong, le certificazioni austriache a quella dell'IFPI Austria le certificazioni finlandesi a quella dell'IFPI Finland, le certificazioni neozelandesi fanno riferimento al libro ufficiale della RIANZ e alla banca dati del Radioscope e le certificazioni Russe a quella del 2M-online.
In questa lista sono presenti anche le certificazioni IFPI Europe Platinum Awards, che sono assegnate solo per gli album pubblicati dopo il 1º gennaio 1994. Questo premio è previsto in: Austria, Belgio, Bulgaria, Repubblica Ceca, Danimarca, Finlandia, Francia, Germania, Grecia, Ungheria, Islanda, Irlanda, Italia, Paesi Bassi, Norvegia, Polonia, Portogallo, Russia, Slovacchia, Spagna, Svezia, Svizzera, Turchia e Regno Unito.

## Album

### Album in studio
| Anno | Dettagli Album                                                                                        | Posizioni in classifica | Posizioni in classifica | Posizioni in classifica | Posizioni in classifica | Posizioni in classifica | Posizioni in classifica | Posizioni in classifica | Posizioni in classifica | Certificazioni | Vendite Certificazioni/(Vendite) | Vendite Mondiali                       |
| Anno | Dettagli Album                                                                                        | US                      | CAN                     | UK                      | FRA                     | GER                     | JPN                     | AUS                     | ITA                     | Certificazioni | Vendite Certificazioni/(Vendite) | Vendite Mondiali                       |
| ---- | --- | ----------------------- | ----------------------- | ----------------------- | ----------------------- | ----------------------- | ----------------------- | ----------------------- | ----------------------- | --- | --- | -------------------------------------- |
| 1972 | Got to Be There - Pubblicato: 24 gennaio 1972 - Etichetta: Motown                                     | 14                      | —                       | 37                      | 121                     | —                       | —                       | —                       | —                       | - US: Oro | - US: 500 000 | 3.200.000+                             |
| 1972 | Ben - Pubblicato: 4 agosto 1972 - Etichetta: Motown                                                   | 5                       | 12                      | 17                      | 162                     | —                       | —                       | 65                      | —                       | - UK: Silver | - UK: 60 000 | 5.000.000+                             |
| 1973 | Music & Me - Pubblicato: 13 aprile 1973 - Etichetta: Motown                                           | 92                      | —                       | —                       | 108                     | —                       | —                       | 27                      | —                       | | |                                        |
| 1975 | Forever, Michael - Pubblicato: 16 gennaio 1975 - Etichetta: Motown                                    | 101                     | —                       | —                       | —                       | —                       | —                       | —                       | —                       | | | 1.000.000+                             |
| 1979 | Off the Wall - Pubblicato: 10 agosto 1979 - Etichetta: Epic (EK #35745)                               | 3                       | 4                       | 3                       | 27                      | 25                      | 26                      | 1                       | 7                       | - US: 8× Multi-Platino - EU: Platino - UK: Platino - FRA: Platino - CAN: Platino - AUS: 5× Platino - NL: Platino - MEX: 3× Platino - HK: Oro - NZ: 6× Platino | - US: 8 000 - EU: 1 000 - JPN: (500 000) - UK: 300 000 - FRA: 300 000 - CAN: 100 000 - AUS: 350 000 - NL: 100 000 - MEX: 500 000 - HK: 10 000 - NZ: 90 000 | 20/30 milioni                          |
| 1982 | Thriller - Pubblicato: 30 novembre 1982 - Etichetta: Epic (EK #38112)                                 | 1                       | 1                       | 1                       | 1                       | 1                       | 1                       | 1                       | 1                       | - US: 33× Multi-Platino - EU: Platino - UK: 11× Platino - FRA: 3× Diamante - GER: 3x Platino - CAN: 2× Diamante - AUS: 15× Platino - NL: 8× Multi-Platino - MEX: Diamond+2× Platino+Oro - SWE: 4× Platino - SWZ: 6× Platino - HK: Platino - AU: 8× Multi-Platino - FIN: Platino - NZ: 12× Platino | - US: 33 000 - EU: 1 000 - JPN: (2 500 000) - UK: 3 300 000 (3 700 000) - FRA: 3 000 - GER: 1 500 000 - CAN: 2 000 - AUS: 1 050 000 - NL: 800 000 - MEX: 1 600 000 - SWE: 400 000 - SWZ: 300 000 - HK: 20 000 - AU: 400 000 - FIN: 91,609 - NZ: 180 000             | 100/105 milioni                        |
| 1987 | Bad - Pubblicato: 31 agosto 1987 - Etichetta: Epic (EK #40600)                                        | 1                       | 1                       | 1                       | 1                       | 1                       | 1                       | 2                       | 1                       | - US: 10× Multi-Platino - EU: Platino - UK: 13× Platino - FRA: Diamante - GER: 4× Platino - CAN: 7× Platino - AUS: 6× Platino - NL: Platino - MEX: Platino+Oro - SWE: 2× Platino - SWZ: 5× Platino - HK: Platino - AU: 4× Multi-Platino - FIN: Oro - NZ: 9× Platino                               | - US: 9 000 (10 000 000) - EU: 1 000 - JPN: (1 000 000) - UK: 3 900 000 - FRA: 1 000 - GER: 2 000 - CAN: 700 000 - AUS: 420 000 - NL: 100 000 - MEX: 350 000 - SWE: 200 000 - SWZ: 250 000 - HK: 20 000 - AU: 200 000 - FIN: 51,287 - NZ: 135 000                   | 35/45 milioni                          |
| 1991 | Dangerous - Pubblicato: 13 novembre 1991 - Etichetta: Epic (EK #45400)                                | 1                       | 3                       | 1                       | 1                       | 1                       | 1                       | 1                       | 2                       | - US: 7× Multi-Platino - UK: 6× Platino - FRA: Diamante - GER: 4× Platino - CAN: 6× Platino - AUS: 9× Platino - NL: 3× Multi-Platino - MEX: 2× Platino+Oro - SWE: 3× Platino - SWZ: 5× Platino - AU: 4× Multi-Platino - FIN: Platino - NZ: 6× Platino                                             | - US: 7 000 (8 000 000) - JPN: (800 000) - UK: 1 800 000 (2 000 000) - FRA: 1 000 - GER: 2 000 - CAN: 600 000 - AUS: 630 000 - NL: 300 000 - MEX: 600 000 - SWE: 300 000 - SWZ: 250 000 - AU: 200 000 - FIN: 61,896 - NZ: 90 000                                    | 35/45 milioni                          |
| 1995 | HIStory: Past, Present and Future - Book I - Pubblicato: 16 giugno 1995 - Etichetta: Epic (EK #59000) | 1                       | 1                       | 1                       | 1                       | 1                       | 4                       | 1                       | 1                       | - US: 7× Multi-Platino - EU: 6× Platino - UK: 4× Platino - FRA: Diamante - GER: 3× Platino - CAN: 5× Platino - AUS: 8× Platino - NL: 3× Multi-Platino - MEX: Oro - SWE: Platino - SWZ: 3× Platino - POL: Platino - AU: 2× Multi-Platino - FIN: Platino - NZ: 10× Platino                          | - US: 3 500 000 (4 000 000) - EU: 6 000 - JPN: (750 000) - UK: 1 200 000 (1 500 000) - FRA: 1 000 - GER: 1 500 000 - CAN: 500 000 - AUS: 560 000 - NL: 300 000 - MEX: 100 000 - SWE: 100 000 - SWZ: 150 000 - POL: 20 000 - AU: 100 000 - FIN: 61.352 - NZ: 150 000 | 20/30 milioni (40/60 milioni di unità) |
| 2001 | Invincible - Pubblicato: 30 ottobre 2001 - Etichetta: Epic (EK #69400)                                | 1                       | 3                       | 1                       | 1                       | 1                       | 5                       | 1                       | 3                       | - US: 2× Multi-Platino - EU: 2× Platino - UK: Platino - FRA: Platino - GER: Platino - AUS: 2× Platino - NL: Platino - MEX: Oro - SWE: Oro - SWZ: Platino - POL: Oro - AU: Oro - FIN: Oro - NZ: Platino                                                                                            | - US: 2 000 (2,138 000) - EU: 2 000 - JPN: (200 000) - UK: 300 000 - FRA: 300 000 - GER: 300 000 - CAN: (100 000) - AUS: 140 000 - NL: 80 000 - MEX: 75 000 - SWE: 40 000 - SWZ: 40 000 - POL: 10 000 - AU: 20 000 - FIN: 16.621 - NZ: 15 000                       | 15 milioni+                            |

- In seguito alla morte del cantante, nel luglio 2009 l'album Thriller rientrò nuovamente in classifica raggiungendo il primo posto in alcuni paesi. Singolare fu anche il fatto che Thriller 25, edizione che celebrava i 25 anni dell'album, rientrò nelle classifiche contemporaneamente all'edizione speciale di Thriller del 2001.
- HIStory: Past, Present and Future - Book I è un doppio disco. Il CD 1 è una raccolta di hits chiamata HIStory Begins e il CD 2 è un album di inediti chiamato HIStory Continues e il prezzo maggiore ne penalizza le vendite. In alcuni paesi (come negli Stati Uniti) è contato come due album separati, calcolando per tanto le vendite per 2.[67]
- Le IFPI Europe Platinum Awards Certifications per Off the Wall, Thriller e Bad sono riferite alle riedizioni del 2001.

### Raccolte
| 1975 | The Best of Michael Jackson - Greatest Hits - Pubblicato: 1975                                                        | 156 | —  | 11 | 16 | —  | —   | 76 | —  | - UK: Silver | - UK: 60 000 |
| 1981 | One Day in Your Life - Compilation - Pubblicato: 25 marzo 1981                                                        | 144 | —  | 29 | —  | —  | —   | —  | —  | | |
| 1983 | 18 Greatest Hits - Greatest Hits - Pubblicato: 1984                                                                   | —   | —  | 1  | —  | —  | —   | 53 | —  | - UK: Platino | - UK: 300 000 |
| 1984 | 14 Greatest Hits - Greatest Hits - Pubblicato: 1984                                                                   | 168 | —  | —  | —  | —  | —   | —  | —  | | |
| 1986 | Looking Back to Yesterday - Compilation di pezzi rari - Pubblicato: 1986                                              | —   | —  | —  | —  | —  | —   | —  | —  | | |
| 1986 | Anthology - Greatest Hits - Pubblicato: 1986                                                                          | —   | —  | —  | 17 | —  | —   | —  | —  | | |
| 1986 | Their Very Best - Back To Back (Diana Ross/Gladys Knight/Stevie Wonder) - Compilation - Pubblicato: 1986              | —   | —  | 21 | —  | —  | —   | —  | —  | | |
| 1987 | Love Songs - Compilation - Pubblicato: 1987                                                                           | —   | —  | 12 | —  | —  | —   | 86 | —  | - UK: Platino | - UK: 300 000 |
| 1988 | Singles Souvenir Pack - Box Set - Pubblicato: 1988                                                                    | —   | —  | 91 | —  | —  | —   | —  | —  | | |
| 1992 | Motown's Greatest Hits 1969-1975 - Greatest Hits - Pubblicato: 1992                                                   | —   | —  | 53 | 6  | —  | —   | 27 | —  | | |
| 1992 | Tour Souvenir Pack - Box Set - Pubblicato: 1992                                                                       | —   | —  | 32 | —  | —  | 87  | 83 | —  | | |
| 1997 | The Best of Michael Jackson & The Jackson 5ive - Compilation - Pubblicato: 1997                                       | —   | —  | 5  | —  | —  | —   | —  | —  | - UK: Oro | - UK: 100 000 |
| 1999 | The Very Best of Michael Jackson with The Jackson Five - Compilation - Pubblicato: 1999                               | —   | —  | 15 | —  | —  | 25  | 41 | —  | | |
| 2000 | 20th Century Masters - The Millennium Collection: The Best of Michael Jackson - Compilation - Pubblicato: 2000        | —   | 27 | —  | —  | —  | —   | —  | —  | - CAN: (100 000) | |
| 2001 | Greatest Hits: HIStory, Vol. 1 - Greatest Hits, re-release del disco 1: HIStory Begins - Pubblicato: 13 novembre 2001 | 85  | 8  | 15 | 10 | —  | 70  | 44 | 55 | - US: Platino - AUS: Oro - MEX: Oro | - US: 1 000 - UK: (245 000) - AUS: 35 000 - MEX: 75 000                                                                                                   |
| 2003 | Number Ones - Greatest Hits - Pubblicato: 18 novembre 2003                                                            | 13  | 1  | 1  | 5  | 2  | 6   | 2  | 15 | - US: 4x Multi-Platino - EU: Platino - UK: 9x Platino - GER: Oro - AUS: 5x Platino - MEX: Oro - SWZ: Oro - AU: Oro - NZ: 4x Platino - RUS: 2x Platino | - US: 4 000 000 (4,456,000) - EU: 1 000 - UK: 2 700 000 - GER: 100 000 - AUS: 350 000 - MEX: 50 000 - SWZ: 20 000 - AU: 15 000 - NZ: 60 000 - RUS: 40 000 |
| 2004 | Off the Wall/Thriller - Box Set - Pubblicato: 2004                                                                    | —   | 87 | —  | 50 | —  | —   | 25 | —  | | |
| 2004 | Bad/Dangerous - Box Set - Pubblicato: 2004                                                                            | —   | —  | —  | 75 | 58 | —   | 27 | —  | | |
| 2004 | Michael Jackson: The Ultimate Collection - Box Set - Pubblicato: 17 novembre 2004                                     | 170 | 29 | 75 | 29 | 37 | 47  | —  | 45 | - US: Platino | - US: 250 000 |
| 2005 | The Best of Michael Jackson & the Jackson Five - Compilation - Pubblicato: 2005                                       | —   | —  | —  | —  | —  | 59  | —  | —  | | |
| 2005 | The Essential Michael Jackson - Greatest Hits - Pubblicato: 19 luglio 2005                                            | 98  | 4  | 1  | 1  | 10 | 18  | 1  | 5  | - US: 3x Multi-Platino - EU: 2x Platino - UK: 3x Platino - FRA: 2x Oro - AUS: 5x Platino - MEX: Oro - SWE: Oro - FIN: Oro - NZ: 2x Platino            | - US: 1 500 000 (1,793,000) - EU: 2 000 - UK: 900 000 - FRA: 200 000 - AUS: 350 000 - MEX: 50 000 - SWE: 30 000 - FIN: 20,169 - NZ: 30 000                |
| 2008 | Thriller - 25th Anniversary Limited Japanese Single Collection - Box Set - Pubblicato: 2008                           | —   | —  | —  | —  | —  | 119 | —  | —  | | |
| 2008 | King of Pop - Compilation - Pubblicato: 22 agosto 2008                                                                | —   | —  | 3  | 1  | 1  | 2   | 5  | 1  | - EU: Platino - UK: Platino - GER: 5x Oro - AUS: 2x Platino - MEX: Oro - SWE: Oro - POL: Diamante - AU: Oro - NZ: Oro - RUS: Platino                  | - EU: 1 000 - UK: 300 000 - GER: 500 000 - AUS: 140 000 - MEX: 40 000 - SWE: 20 000 - POL: 100 000 - AU: 15 000 - NZ: 7 500 - RUS: 20 000                 |
| 2008 | Gold - Compilation - Pubblicato: 2008                                                                                 | 139 | 46 | —  | —  | —  | —   | —  | —  | | |
| 2008 | 50 Best Songs: The Motown Years - Compilation - Pubblicato: 2008                                                      | —   | —  | 4  | 4  | 36 | 121 | 14 | 21 | - AUS: Oro | - AUS: 35 000 |
| 2008 | Dangerous/Dangerous - The Short Films - Box Set - Pubblicato: 2008                                                    | —   | —  | —  | —  | —  | —   | 62 | —  | | |
| 2009 | The Collection - Box Set - Pubblicato: 2009                                                                           | —   | —  | 14 | 1  | 2  | —   | 2  | 2  | - SWE: Oro - POL: 2x Platino | - SWE: 20 000 - POL: 40 000 |
| 2009 | Hello World: The Motown Solo Collection - Box Set - Pubblicato: 2009                                                  | —   | —  | —  | —  | —  | 149 | —  | —  | | |
| 2009 | The Hits - Greatest Hits - Pubblicato: 2009                                                                           | —   | —  | —  | —  | 18 | —   | —  | —  | | |
| 2009 | Mellow Michael Jackson - Compilation - Pubblicato: 2009                                                               | —   | —  | —  | —  | —  | 66  | —  | —  | | |
| 2009 | The Definitive Collection - Compilation - Pubblicato: 2009                                                            | 39  | —  | —  | —  | —  | —   | —  | —  | | |
| 2009 | Best Selection - Compilation - Pubblicato: 2009                                                                       | —   | —  | —  | —  | —  | 108 | —  | —  | | |
| 2009 | Michael Jackson's This Is It - Compilation - Pubblicato: 2009                                                         | 1   | 1  | 3  | 1  | 3  | 1   | 2  | 1  | - US: 2x Multi-Platino - UK: Platino - AUS: Platino - NL: Platino - SWE: Oro - POL: Platino - AU: Oro - FIN: Oro - NZ: Platino - RUS: Platino         | - US: 2 000 - UK: 300 000 - AUS: 70 000 - CAN: (63 000) - NL: 50 000 - SWE: 20 000 - POL: 20 000 - AU: 10 000 - FIN: 10,230 - NZ: 15 000 - RUS: 20 000    |
| 2009 | La Legende de la Pop - Box Set - Pubblicato: 2009                                                                     | —   | —  | —  | 19 | —  | —   | —  | —  | | |
| "—" denota albums che non sono stati pubblicati, o pubblicati, ma senza essere riusciti a classificarsi. | |     |    |    |    |    |     |    |    | | |

- Negli Stati Uniti, tra il 25 maggio 1991 e il 25 novembre 2009, i catalog albums (album vecchi di almeno 18 mesi, che sono situati sotto i primi 100 della Billboard 200 e non hanno un singolo in classifica nelle radio di Billboard), non erano più eleggibili nella Billboard 200, ma solo per la Top Catalog Albums, così tra il 20 novembre 2005 e il 25 novembre 2009, Billboard ha lanciato la Top Comprehensive Albums, che includeva Current e Catalog albums. Alcuni greatest hits/compilation hanno raggiunto una posizione maggiore quando non erano più eleggibili per la Billboard 200, come Number Ones e The Essential Michael Jackson, che hanno agguantato la 1ª e la 2ª posizione nella Top Comprehensive Albums.[117][118][119][120]

### Altre raccolte
- A Collection of Michael Jackson's Oldies (1972)
- Motown Superstar Series Vol. 7 (1980)
- Michael Jackson & The Jackson 5 (1983)
- Great Songs and Performances That Inspired the Motown 25th Anniversary Television Special (1983)
- 16 Greatest Hits (1984)
- The Great Love Songs of Michael Jackson (1984)
- Motown Legends - Michael Jackson (1985)
- Ben/Got to Be There (1986)
- The Original Soul of Michael Jackson (1987)
- Anthology Series: The Best Of Michael Jackson (1995)
- Master Series (1997)
- Got to Be There/Forever, Michael (1999)
- Music & Me (Compilation) (2000)
- Early Classics (2000)
- Bad/Thriller (2000)
- Forever, Michael/Music & Me/Ben (2000)
- Universal Masters Collection (2001)
- Love Songs (2002)
- Very Best of Michael Jackson (Universal) (2002)
- Blood on the Dance Floor: HIStory in the Mix/Invincible (2006)
- Visionary: The Video Singles (2006)
- Colour Collection (2007)
- The Instrumental Hits of Michael Jackson (2007)
- Michael Jackson & The Jackson 5 - The Silver Collection (2007)
- Off the Wall/Invincible (2008)
- The Masters Collection (2008)
- Classic Michael Jackson (2008)
- Pure Michael: Motown A Cappella (2009)
- The Early Years (2009)
- Icon (2012)

### Raccolte digitali
- The Indispensable Collection (solo in digitale per le piattaforme di streaming on demand) (2013)
- The Ultimate Fan Extras Collection (solo in digitale per le piattaforme di streaming on demand) (2013)
- Michael Jackson: King of Pop (solo in digitale per le piattaforme di streaming on demand) (2021)
- Michael Jackson: Deep Cuts (solo in digitale per le piattaforme di streaming on demand) (2022)
- Michael Jackson: Greatest Hits (solo in digitale per le piattaforme di streaming on demand) (2022)
- Michael Jackson: Love Songs (solo in digitale per le piattaforme di streaming on demand) (2022)

### Album di remix, ibridi, postumi, colonne sonore, audiolibri ecc.
| 1982 | E.T. the Extra-Terrestrial - Audiolibro/Colonna sonora - Pubblicato: 7 novembre 1982 - Etichetta: MCA Records (ritirato pochi giorni dopo la messa in vendita a causa di conflitti contrattuali con la Epic) |                 |    | 82 |    |    |     |    |    | | |            |
| 1984 | Farewell My Summer Love - Studio Album/Compilation - Pubblicato: 8 maggio 1984 - Etichetta: Motown | 46              | 94 | 9  | —  | 40 | 58  | 90 | —  | - UK: Oro | - UK: 100 000 |            |
| 1987 | The Michael Jackson Mix - Remix album - Pubblicato: 11 maggio 1987 | —               | —  | 27 | —  | —  | —   | —  | —  | - UK: Platino | - UK: 300 000 |            |
| 1993 | Dangerous Remix - Remix album - Pubblicato: 1993 | —               | —  | —  | —  | —  | 33  | —  | —  | | |            |
| 1997 | Blood on the Dance Floor: HIStory in the Mix - Studio Album/Remix album - Pubblicato: 11 maggio 1997 - Etichetta: Epic/Sony Music                                                                            | 24              | 16 | 1  | 1  | 2  | 12  | 2  | 6  | - US: Platino - EU: 2x Platino - UK: Oro - FRA: Platino - GER: Oro - CAN: Oro - AUS: Platino - NL: Platino - SWZ: Platino - POL: Oro - HK: Platino - AU: Oro - FIN: Oro - NZ: Platino              | - US: 1 000 - EU: 2 000 - JPN: (180 000) - UK: 100 000 (250 000) - FRA: 300 000 - GER: 250 000 (445 000) - CAN: 50 000 - AUS: 70 000 - NL: 80 000 - SWZ: 50 000 - POL: 10 000 - HK: 20 000 - AU: 25 000 - FIN: 23,162 - NZ: 15 000 | 7 000      |
| 2008 | Thriller 25 - Riedizione/Studio Album - Pubblicato: 12 febbraio 2008 - Etichetta: Epic/Sony Music | 1 Catalog chart | 2  | 3  | 1  | 2  | 7   | 2  | —  | - EU: Platino - UK: Platino - FRA: 2x Oro - CAN: Oro - MEX: Platino+Oro - SWE: Oro - SWZ: Oro - POL: Platino                                                                                       | - US: (774 000+) - EU: 1 000 - UK: 300 000 - FRA: 150 000 - CAN: 50 000 - MEX: 120 000 - SWE: 20 000 - SWZ: 15 000 - POL: 20 000                                                                                                   | 4 000 000+ |
| 2009 | Michael Jackson: The Stripped Mixes - Remix Album - Pubblicato: 2009 - Etichetta: Motown | 57              | —  | 76 | —  | —  | —   | —  | —  | | |            |
| 2009 | Michael Jackson: The Remix Suite - Remix Album - Pubblicato: 2009 - Etichetta: Motown | 175             | —  | —  | 57 | —  | 242 | —  | —  | | |            |
| 2009 | The Music That Inspired The Movie: Michael Jackson's This Is It - Colonna sonora/Raccolta - Pubblicato: 26 ottobre 2009 - Etichetta: Epic/Sony Music                                                         | 1               | 1  | 3  | 1  | 3  | 1   | 2  | 1  | - US: 2× Multi-Platino - AUS: Platinum - CAN: 2× Platinum - FRA: 3× Platinum - GER: Gold - NL: Platinum - NZ: 2× Platinum - UK: 2× Platinum                                                        | - US: 2 000 - UK: 600 000 |            |
| 2010 | Michael - Album postumo - Pubblicato: 10 dicembre 2010 - Etichetta: Epic (EK) | 3               | 2  | 4  | 4  | 1  | 3   | 10 | 1  | - US: Platino - EU: 2×Platino - UK: Platino - FRA: 2×Platino - GER: Oro - CAN: Platino - AUS: Oro - NL: Oro - ITA: 2× Platino - SWE: Oro - RUS: 2× Planitum - POL: Platino - AU: Platino - NZ: Oro | - US: 1 000 - EU: 2 000 - UK: 300 000 - FRA: 200 000 - GER: 100 000 - CAN: 80 000 - AUS: 35 000 - NL: 30 000 - ITA: 120 000 - SWE: 20 000 - POL: 20 000 - RUS: 40 000 - AU: 20 000 - NZ: 7 500                                     | 3 000 000+ |
| 2011 | Immortal - Colonna sonora/Remix album - Pubblicato: 21 novembre 2011 - Etichetta: Epic (EK) | 24              | —  | 65 | 42 | 23 | 9   | —  | 13 | | |            |
| 2012 | Bad 25 - Riedizione/Studio Album - Pubblicato: 18 settembre 2012 - Etichetta: Epic/Sony Music | 46              | —  | a  | 5  | a  | 10  | a  | a  | | |            |
| 2014 | Xscape - Album postumo - Pubblicato: 9 maggio 2014 - Etichetta: Epic/Sony Music | 2               | 2  | 1  | 1  | 2  | 4   | 2  | 2  | - US: Oro - UK: Oro - CAN: Oro - ITA: Oro | - US: 500 000 | 1 051 000+ |
| 2017 | Scream - Album per Halloween - Pubblicato: 29 settembre 2017 - Etichetta: Epic/Sony Music | 3               | 69 | 9  | 28 | 47 | —   | 14 | 38 | | |            |
| "—" denota albums che non sono stati pubblicati, o pubblicati, ma senza essere riusciti a classificarsi. | |                 |    |    |    |    |     |    |    | | |            |

- Farewell My Summer Love in alcuni paesi è definito uno studio album, poiché presenta soltanto inediti, mentre in altri è una raccolta. Anche Thriller 25 in alcuni paesi è definito come Studio Album e non come riedizione, infatti lì è certificato a parte e non insieme al disco originale. Stessa cosa succede in alcuni mercati con l'album ibrido Blood on the Dance Floor, contenente 5 canzoni inedite e 8 remix dall'album HIStory.

### Album dal vivo
| Anno | Titolo                                        | Dettagli Album                              |
| ---- | --------------------------------------------- | ------------------------------------------- |
| 2012 | Michael Jackson Live at Wembley July 16, 1988 | CD contenuto nella Deluxe Edition di Bad 25 |

- Nel corso degli anni sono stati pubblicati vari album live bootleg del cantante, spesso confusi da alcuni fan per album ufficiali, come varie edizioni di Michael Jackson Live in Yokohama, pubblicate già a partire dal 1987[140], o del Royal Concert live in Brunei del 1996, del quale però esiste effettivamente una registrazione originale effettuata all'epoca in multitraccia ed intesa come pubblicazione promozionale solo per il mercato del Brunei.[141][142]

### Progetti scartati
- Decade (1989-1991)
- 11º album in studio (2002-2009)
- Bible (2007)

## Singoli
La tabella seguente elenca tutti i singoli pubblicati da Michael Jackson e le relative posizioni nelle classifiche di Stati Uniti, Regno Unito, Canada, Australia, Germania, Francia e Italia.

### Singoli da solista
| Anno | Titolo                                              | USA | USA R&B | USA Dance | GB    | CAN | AUS   | GER | FRA | ITA | Album                                            |
| ---- | --------------------------------------------------- | --- | ------- | --------- | ----- | --- | ----- | --- | --- | --- | ------------------------------------------------ |
| 1971 | Got to Be There                                     | 4   | 4       | —         | 5     | —   | 83    | —   | —   | —   | Got to Be There                                  |
| 1972 | Rockin' Robin                                       | 2   | 2       | —         | 3     | —   | 16    | —   | —   | —   | Got to Be There                                  |
| 1972 | I Wanna Be Where You Are                            | 16  | 2       | —         | —     | —   | —     | —   | —   | —   | Got to Be There                                  |
| 1972 | Ain't No Sunshine                                   | —   | —       | —         | 8     | —   | —     | —   | —   | —   | Got to Be There                                  |
| 1972 | Ben                                                 | 1   | 5       | —         | 7     | —   | 1     | —   | —   | —   | Ben                                              |
| 1973 | With a Child's Heart                                | 50  | 23      | —         | —     | —   | —     | —   | —   | —   | Music & Me                                       |
| 1973 | Morning Glow                                        | —   | —       | —         | —     | —   | —     | —   | —   | —   | Music & Me                                       |
| 1973 | Music and Me                                        | —   | —       | —         | —     | —   | —     | —   | —   | —   | Music & Me                                       |
| 1973 | Happy                                               | —   | —       | —         | 52    | —   | 31    | —   | —   | —   | Music & Me                                       |
| 1975 | We're Almost There                                  | 54  | 7       | —         | 46    | —   | —     | —   | —   | —   | Forever, Michael                                 |
| 1975 | Just a Little Bit of You                            | 23  | 4       | —         | —     | —   | —     | —   | —   | —   | Forever, Michael                                 |
| 1978 | Ease on Down the Road (con Diana Ross)              | 41  | 17      | —         | 45    | —   | —     | —   | —   | —   | The Wiz                                          |
| 1979 | You Can't Win                                       | 81  | 42      | —         | —     | —   | —     | —   | —   | —   | The Wiz                                          |
| 1979 | A Brand New Day (con Diana Ross)                    | —   | —       | —         | —     | —   | —     | —   | —   | —   | The Wiz                                          |
| 1979 | Don't Stop 'til You Get Enough                      | 1   | 1       | 2         | 3     | 2   | 1     | 13  | 52  | 6   | Off the Wall                                     |
| 1979 | Rock with You                                       | 1   | 1       | 2         | 7     | 4   | 4     | 58  | 59  | 9   | Off the Wall                                     |
| 1980 | Off the Wall 4                                      | 10  | 5       | 2         | 7     | 3   | 94    | —   | —   | —   | Off the Wall                                     |
| 1980 | She's out of My Life                                | 10  | 43      | —         | 3     | 10  | 17    | —   | —   | —   | Off the Wall                                     |
| 1980 | Girlfriend 3 4                                      | —   | —       | —         | 41    | —   | —     | —   | —   | —   | Off the Wall                                     |
| 1981 | One Day in Your Life 4                              | 55  | 42      | —         | 1     | —   | 9     | —   | —   | —   | One Day in Your Life                             |
| 1982 | The Girl Is Mine (con Paul McCartney) 4             | 2   | 1       | 1         | 8     | —   | 4     | 53  | —   | 22  | Thriller                                         |
| 1983 | Billie Jean                                         | 1   | 1       | 1         | 1     | 1   | 1     | 2   | 1   | 1   | Thriller                                         |
| 1983 | Beat It                                             | 1   | 1       | —         | 3     | 1   | 2     | 2   | 47  | 12  | Thriller                                         |
| 1983 | Wanna Be Startin' Somethin' 4                       | 5   | 5       | 1         | 8     | 11  | 25    | 16  | —   | 14  | Thriller                                         |
| 1983 | Human Nature 4 5                                    | 7   | 27      | —         | —     | 17  | 64    | 64  | —   | —   | Thriller                                         |
| 1983 | P.Y.T. (Pretty Young Thing) 4                       | 10  | 46      | —         | 11    | 24  | 40    | 51  | —   | —   | Thriller                                         |
| 1984 | Thriller                                            | 4   | 3       | 1         | 10    | 3   | 3     | 9   | 1   | 2   | Thriller                                         |
| 1984 | Farewell My Summer Love 4                           | 38  | 37      | —         | 7     | —   | 68    | 51  | —   | —   | Farewell My Summer Love                          |
| 1984 | Girl You're So Together 3 4                         | —   | —       | —         | 33    | —   | —     | —   | —   | —   | Farewell My Summer Love                          |
| 1987 | I Just Can't Stop Loving You (con Siedah Garrett) 4 | 1   | 1       | —         | 1     | 2   | 10    | 2   | 12  | 2   | Bad                                              |
| 1987 | Bad                                                 | 1   | 1       | 1         | 3     | 1   | 4     | 4   | 4   | 1   | Bad                                              |
| 1988 | The Way You Make Me Feel                            | 1   | 1       | 1         | 3     | 3   | 5     | 12  | 29  | 4   | Bad                                              |
| 1988 | Man in the Mirror                                   | 1   | 1       | —         | 21    | 6   | 39    | 23  | —   | 16  | Bad                                              |
| 1988 | Dirty Diana                                         | 1   | 5       | —         | 4     | 15  | 27    | 3   | 9   | 6   | Bad                                              |
| 1988 | Another Part of Me                                  | 11  | 1       | 18        | 15    | 46  | 44    | 10  | 32  | —   | Bad                                              |
| 1988 | Smooth Criminal                                     | 7   | 2       | 10        | 8     | 41  | 29    | 9   | 4   | 6   | Bad                                              |
| 1989 | Leave Me Alone 3                                    | —   | —       | —         | 2     | —   | 37    | 16  | 17  | 8   | Bad                                              |
| 1989 | Liberian Girl 3                                     | —   | —       | —         | 13    | —   | 50    | 23  | 15  | —   | Bad                                              |
| 1989 | Speed Demon 9                                       | —   | —       | —         | —     | —   | —     | —   | —   | —   | Bad                                              |
| 1991 | Black or White                                      | 1   | 3       | 2         | 1/141 | 1   | 1/181 | 2   | 1   | 1   | Dangerous                                        |
| 1992 | Remember the Time                                   | 3   | 1       | 2         | 3     | 13  | 6     | 8   | 5   | 6   | Dangerous                                        |
| 1992 | In the Closet                                       | 6   | 1       | 1         | 8     | 13  | 5     | 15  | 9   | 2   | Dangerous                                        |
| 1992 | Jam                                                 | 26  | 3       | 4         | 13    | 21  | 11    | 18  | 8   | 3   | Dangerous                                        |
| 1992 | Who Is It                                           | 14  | 6       | 1         | 10    | 20  | 34    | 9   | 8   | 17  | Dangerous                                        |
| 1992 | Heal the World                                      | 27  | 62      | —         | 2     | 11  | 20    | 3   | 2   | 4   | Dangerous                                        |
| 1993 | Give In to Me 3                                     | —   | —       | —         | 2     | —   | 4     | 10  | 7   | —   | Dangerous                                        |
| 1993 | Will You Be There                                   | 7   | 53      | —         | 9     | 3   | 58    | 12  | 29  | —   | Dangerous                                        |
| 1993 | Gone Too Soon 3                                     | —   | —       | —         | 33    | —   | 78    | 45  | 32  | —   | Dangerous                                        |
| 1995 | Scream/Childhood                                    | 5   | 2       | 1         | 3/432 | 1   | 2     | 8   | 4   | 1   | HIStory                                          |
| 1995 | You Are Not Alone                                   | 1   | 1       | 3         | 1     | 2   | 7     | 4   | 1   | 3   | HIStory                                          |
| 1995 | Earth Song 3                                        | —   | —       | 32        | 1     | —   | 15    | 1   | 2   | 6   | HIStory                                          |
| 1995 | This Time Around (con The Notorious B.I.G.) 4 6 9   | —   | 42      | 18        | —     | —   | —     | —   | —   | —   | HIStory                                          |
| 1996 | They Don't Care About Us                            | 30  | 10      | 27        | 4     | —   | 16    | 1   | 4   | 1   | HIStory                                          |
| 1996 | Stranger in Moscow                                  | 91  | 50      | —         | 4     | —   | 14    | 21  | 18  | 1   | HIStory                                          |
| 1997 | Blood on the Dance Floor                            | 42  | 24      | 10        | 1     | 4   | 5     | 5   | 10  | 2   | Blood on the Dance Floor: HIStory in the Mix     |
| 1997 | HIStory/Ghosts 3                                    | —   | —       | —         | 5     | —   | 43    | 14  | 26  | —   | Blood on the Dance Floor: HIStory in the Mix     |
| 2001 | You Rock My World 7                                 | 10  | 13      | —         | 2     | 2   | 4     | 6   | 1   | 3   | Invincible                                       |
| 2001 | Cry 3                                               | —   | —       | —         | 25    | —   | 43    | 76  | 30  | 21  | Invincible                                       |
| 2002 | Butterflies 4 9                                     | 14  | 2       | —         | —     | —   | —     | —   | —   | —   | Invincible                                       |
| 2003 | One More Chance                                     | 83  | 40      | —         | 5     | —   | —     | 29  | 44  | 7   | Number Ones                                      |
| 2008 | The Girl Is Mine 2008 (con will.i.am)               | —   | —       | —         | 32    | 76  | 60    | 21  | 22  | —   | Thriller 25                                      |
| 2008 | Wanna Be Startin' Somethin' 2008 (con Akon)         | 81  | —       | —         | 69    | 32  | 8     | 63  | 10  | 20  | Thriller 25                                      |
| 2009 | This Is It 10                                       | —   | 18      | —         | —     | 56  | —     | —   | —   | —   | This Is It                                       |
| 2010 | Mind Is the Magic 8                                 | —   | —       | —         | —     | —   | —     | —   | 80  | —   | Mind Is the Magic: Anthem for the Las Vegas Show |
| 2010 | Hold My Hand (con Akon)                             | 39  | 33      | —         | 10    | 16  | 37    | 7   | 27  | 4   | Michael                                          |
| 2011 | Hollywood Tonight                                   | —   | —       | —         | 152   | —   | —     | 55  | —   | —   | Michael                                          |
| 2011 | Behind the Mask                                     | —   | —       | —         | —     | —   | —     | 71  | —   | —   | Michael                                          |
| 2014 | Love Never Felt So Good (con Justin Timberlake)     | 9   | 5       | 18        | 8     | 20  | 28    | 18  | 2   | 4   | Xscape                                           |
| 2014 | A Place with No Name                                | —   | —       | —         | 172   | —   | —     | —   | 93  | —   | Xscape                                           |
|      | Number-one hits                                     | 13  | 14      | 9         | 8     | 6   | 5     | 2   | 6   | 7   |                                                  |
|      | Top ten hits                                        | 28  | 31      | 18        | 39    | 18  | 20    | 21  | 19  | 25  |                                                  |
|      | Top twenty hits                                     | 32  | 33      | 20        | 43    | 26  | 27    | 30  | 23  | 28  |                                                  |

Note:
- 1 Una canzone remixata da Clivillès e Cole del C+C Music Factory, numero nella Hit Parade Britannica e numero 18 in quella Australiana.
- 2 Una canzone remixata da David Morales, numero 43 nella Hit Parade Britannica.
- 3 Pubblicato solo fuori dagli Stati Uniti e il Canada.
- 4 Pubblicato solo per la radio, il vinile, MC o formato CD. Nessun video realizzato per accompagnare il singolo.
- 5 Pubblicato solo negli Stati Uniti, Canada e Australia.
- 6 Pubblicato solo negli Stati Uniti.
- 7 Pubblicato solo per le radio negli Stati Uniti e come singolo fisico nel resto del mondo.
- 8 Pubblicato solo in Francia.
- 9 Singolo promozionale esclusivamente radiofonico.
- 10 Singolo digitale realizzato in CD promozionale per la sola diffusione radiofonica.

### Certificazioni singoli
| Anno | Titolo                           | RIAA                   | BPI               | CRIA                 | ARIA                 | IFPI GER               | SNEP                |
| ---- | -------------------------------- | ---------------------- | ----------------- | -------------------- | -------------------- | ---------------------- | ------------------- |
| 1979 | Don't Stop 'til You Get Enough   | Platino (1 000 000)    | Argento (200 000) |                      |                      |                        |                     |
| 1979 | Rock with You                    | Platino (1 000 000)    |                   |                      |                      |                        |                     |
| 1980 | Off the Wall                     | Oro (500 000)          |                   |                      |                      |                        |                     |
| 1980 | She's out of My Life             | Oro (500 000)          |                   |                      |                      |                        |                     |
| 1981 | One Day in Your Life             |                        | Oro (400 000)     |                      |                      |                        |                     |
| 1982 | The Girl Is Mine                 | Oro (1 000 000)        |                   |                      |                      |                        |                     |
| 1983 | Billie Jean                      | Platino (1 000 000)    | Oro (400 000)     | 2× Platino (200 000) | Platino (70 000)     |                        | Platino (1 000 000) |
| 1983 | Beat It                          | Platino (1 000 000)    | Argento (200 000) | Platino (100 000)    | Platino (70 000)     |                        | Platino (1 000 000) |
| 1983 | Wanna Be Startin' Somethin'      |                        |                   |                      |                      |                        |                     |
| 1983 | Say Say Say                      | Platino (1 000 000)    |                   |                      |                      |                        | Oro (500 000)       |
| 1984 | Thriller                         | Platino (1 000 000)    | Argento (200 000) |                      | Platino (70 000)     |                        | Platino (1 000 000) |
| 1985 | We Are the World                 | 4× Platino (8 000 000) | Argento (200 000) | 3× Platino (300 000) |                      |                        | Platino (1 000 000) |
| 1987 | I Just Can't Stop Loving You     | Oro (1 000 000)        |                   |                      |                      |                        |                     |
| 1987 | Bad                              |                        |                   |                      | Platino (70 000)     |                        | Argento (200 000)   |
| 1988 | The Way You Make Me Feel         |                        |                   |                      |                      |                        | Argento (200 000)   |
| 1988 | Man in the Mirror                |                        |                   |                      |                      |                        |                     |
| 1989 | Smooth Criminal                  |                        |                   |                      |                      |                        | Argento (200 000)   |
| 1991 | Black or White                   | Platino (1 000 000)    | Argento (200 000) | Oro (50 000)         | 2× Platino (140 000) | Oro (250 000)          | Argento (125 000)   |
| 1992 | Remember the Time                | Oro (500 000)          |                   |                      | Oro (35 000)         |                        |                     |
| 1992 | In the Closet                    | Oro (500 000)          |                   |                      | Oro (35 000)         |                        |                     |
| 1992 | Heal the World                   |                        | Oro (400 000)     |                      | Oro (35 000)         | Oro (250 000)          | Argento (125 000)   |
| 1993 | Give in to Me                    |                        |                   |                      | Oro (35 000)         |                        |                     |
| 1993 | Will You Be There                | Oro (500 000)          |                   |                      |                      |                        |                     |
| 1995 | Scream/Childhood                 | Platino (1 000 000)    |                   |                      | Oro (35 000)         |                        |                     |
| 1995 | You Are Not Alone                | Platino (1 000 000)    | Oro (400 000)     |                      | Platino (70 000)     | Oro (250 000)          | Oro (250 000)       |
| 1995 | Earth Song                       |                        | Platino (600 000) |                      |                      | 2× Platino (1 000 000) | Oro (250 000)       |
| 1996 | They Don't Care about Us         |                        | Argento (200 000) |                      | Oro (35 000)         | 3× Oro (750 000)       | Argento (125 000)   |
| 1997 | Blood on the Dance Floor         |                        |                   |                      | Oro (35 000)         | Oro (250 000)          |                     |
| 2001 | You Rock My World                |                        |                   |                      | Oro (35 000)         |                        | Oro (250 000)       |
| 2008 | Wanna Be Startin' Somethin' 2008 |                        |                   |                      | Oro (35 000)         |                        |                     |

### Singoli in collaborazione con altri artisti
| Anno | Canzone | USA | USA R&B | USA Dance | GB | CAN | AUS | GER | FRA | ITA | Album                                                                                     |
| ---- | --- | --- | ------- | --------- | -- | --- | --- | --- | --- | --- | ----------------------------------------------------------------------------------------- |
| 1980 | Save Me (con Dave Mason)                                                                                        | 71  | 70      | —         | —  | —   | —   | —   | —   | —   | Old Crest on a New Wave                                                                   |
| 1980 | Night Time Lover (con La Toya Jackson)                                                                          | —   | 59      | —         | —  | —   | —   | —   | —   | —   | La Toya Jackson                                                                           |
| 1980 | I'm in Love Again (con Minnie Riperton)                                                                         | —   | —       | —         | —  | —   | —   | —   | —   | —   | Love Lives Forever                                                                        |
| 1981 | Goin' Back to Alabama (con Kenny Rogers)                                                                        | —   | —       | —         | —  | —   | —   | —   | —   | —   | Share Your Love                                                                           |
| 1981 | Just Friends (con Carole Bayer Sager)                                                                           | —   | —       | —         | —  | —   | —   | —   | —   | —   | Sometimes Late at Night                                                                   |
| 1982 | Muscles (con Diana Ross)                                                                                        | 10  | 4       | —         | 15 | —   | 50  | —   | —   | —   | Silk Electric                                                                             |
| 1982 | State of Independence (con Donna Summer)                                                                        | 41  | 31      | —         | 14 | —   | 10  | —   | —   | —   | Donna Summer                                                                              |
| 1983 | The Man (con Paul McCartney)                                                                                    | —   | —       | —         | —  | —   | —   | —   | —   | —   | Pipes of Peace                                                                            |
| 1983 | Say Say Say (con Paul McCartney)                                                                                | 1   | 2       | 2         | 2  | 1   | 4   | 1   | —   | 1   | Pipes of Peace                                                                            |
| 1984 | Somebody's Watching Me (con Rockwell e Jermaine Jackson, ma accreditato solo al primo)                          | 2   | 1       | —         | 6  | —   | —   | 2   | —   | 14  | Somebody's Watching Me                                                                    |
| 1984 | Don't Stand Another Chance (con Janet Jackson)                                                                  | 114 | 9       | 23        | —  | —   | —   | —   | —   | —   | Dream Street                                                                              |
| 1984 | Centipede (con Rebbie Jackson)                                                                                  | 24  | 4       | 29        | —  | —   | —   | —   | —   | —   | Centipede                                                                                 |
| 1984 | Tell Me I'm Not Dreamin' (Too Good to Be True) (con Jermaine Jackson)                                           | —   | —       | 1         | —  | —   | —   | —   | —   | —   | Jermaine Jackson                                                                          |
| 1985 | We Are the World (con gli USA for Africa)                                                                       | 1   | 1       | —         | 1  | 1   | 1   | 2   | 1   | 1   | We Are the World                                                                          |
| 1985 | Eaten Alive (con Diana Ross)                                                                                    | 77  | 10      | 3         | 71 | —   | 81  | 38  | —   | —   | Eaten Alive                                                                               |
| 1988 | Get It (con Stevie Wonder)                                                                                      | 80  | 4       | —         | 37 | —   | —   | —   | 49  | —   | Characters                                                                                |
| 1992 | Whatzupwitu (con Eddie Murphy)                                                                                  | —   | 74      | —         | —  | —   | 88  | —   | 36  | —   | Love's Alright                                                                            |
| 1996 | Why (con i 3T)                                                                                                  | —   | 71      | —         | 2  | —   | 46  | 29  | 9   | 18  | Brotherhood                                                                               |
| 1996 | I Need You (con i 3T)                                                                                           | —   | —       | —         | 3  | —   | 17  | 22  | 5   | —   | Brotherhood                                                                               |
| 2002 | It's Not Worth It (con Brandy Norwood)                                                                          | —   | —       | —         | —  | —   | —   | —   | —   | —   | Full Moon                                                                                 |
| 2003 | What More Can I Give / Todo para ti (con Beyoncé, Justin Timberlake, Mariah Carey, Céline Dion e The All-Stars) | —   | —       | —         | —  | —   | —   | —   | —   | —   | Singolo benefico pubblicato solo in streaming                                             |
| 2008 | The Girl Is Mine 2008 (con will.i.am)                                                                           | —   | —       | —         | 32 | 76  | 60  | 21  | 22  | —   | Thriller 25                                                                               |
| 2008 | Wanna Be Startin' Somethin' 2008 (con Akon)                                                                     | 81  | —       | 2         | 69 | 32  | 8   | 63  | 10  | 20  | Thriller 25                                                                               |
| 2008 | Thriller Megamix                                                                                                | —   | —       | —         | 96 | —   | —   | —   | —   | —   | King of Pop                                                                               |
| 2010 | We Are the World 25 for Haiti (con Artists for Haiti)                                                           | 2   | —       | —         | 50 | 7   | 18  | —   | —   | 10  | Singolo benefico                                                                          |
| 2011 | All in Your Name (con Barry Gibb)                                                                               | —   | —       | —         | —  | —   | —   | —   | —   | —   | Singolo pubblicato in streaming per commemorare il 2º anniversario della morte di Jackson |
| 2017 | Blood On The Dance Floor X Dangerous (The White Panda Mash-Up)                                                  | —   | —       | 41        | —  | —   | —   | —   | —   | —   | Scream                                                                                    |
| 2018 | Don't Matter to Me (con Drake)                                                                                  | 9   | 8       | —         | 2  | 4   | 3   | 16  | 24  | 23  | Scorpion                                                                                  |
| 2018 | Michael Jackson x Mark Ronson: Diamonds Are Invincible                                                          | —   | —       | —         | —  | —   | —   | —   | —   | —   | Singolo pubblicato in streaming per celebrare il 60º compleanno di Jackson                |

## Opere letterarie

### Libri principali che trattano la discografia di Michael Jackson
- Michael Jackson All the Songs: The Story Behind Every Track (Richard Lecocq e Francois Allard, 2018, Cassell, ISBN 978-1788400572)
- Man in the Music. La vita creativa di Michael Jackson (Joe Vogel, 2012, Arcana, ISBN 978-8-862312-39-4).
- Michael Jackson: For the Record (2nd Edition) (Chris Cadman e Craig Halstead, 2009, CreateSpace Independent Publishing Platform, ISBN 978-0-7552-0267-6).
- Michael Jackson. A Visual Documentary 1958-2009. Biografia completa autorizzata dal re del pop. (Adrian Grant, 2009, Aerostella, ISBN 978-88-96212-05-9).

## Posizioni in classifica
- U.S. chart positions:  Michael Jackson > Charts & Awards > Billboard albums, su Allmusic. URL consultato il 20 novembre 2006.
- Chart positions in other countries: (FR) Michael Jackson's Land, su fanofmusic.free.fr. URL consultato il 14 aprile 2009 (archiviato dall'url originale il 27 marzo 2010).